# Calochortus argillosus
Calochortus argillosus är en liljeväxtart som först beskrevs av Robert Francis Hoover, och fick sitt nu gällande namn av Zebzll och Fielder. Calochortus argillosus ingår i släktet Calochortus och familjen liljeväxter. Inga underarter finns listade.

## Bildgalleri

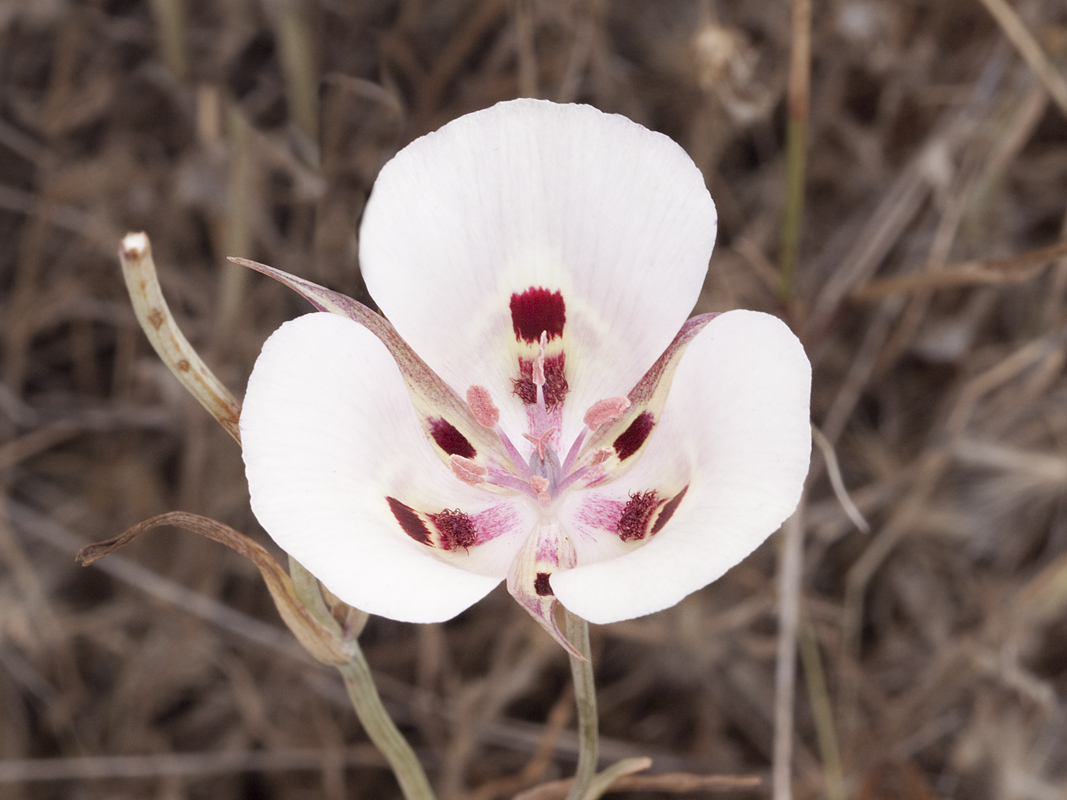
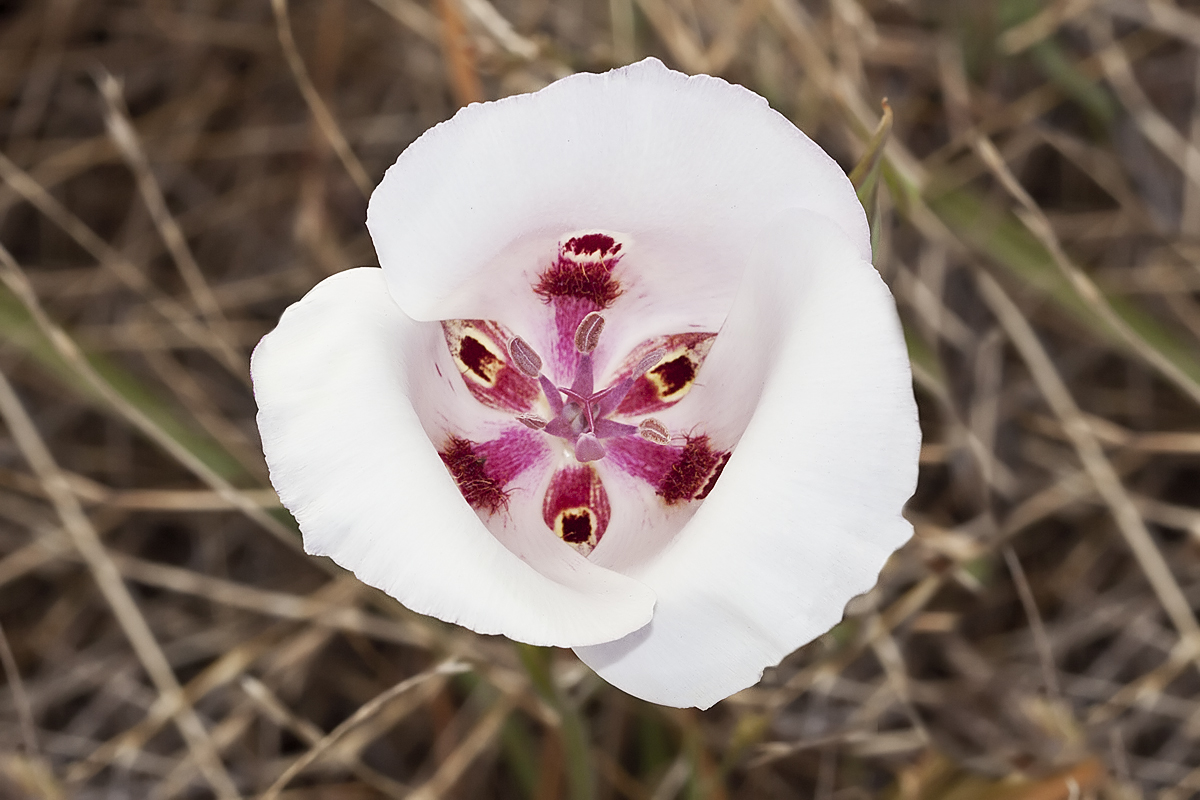
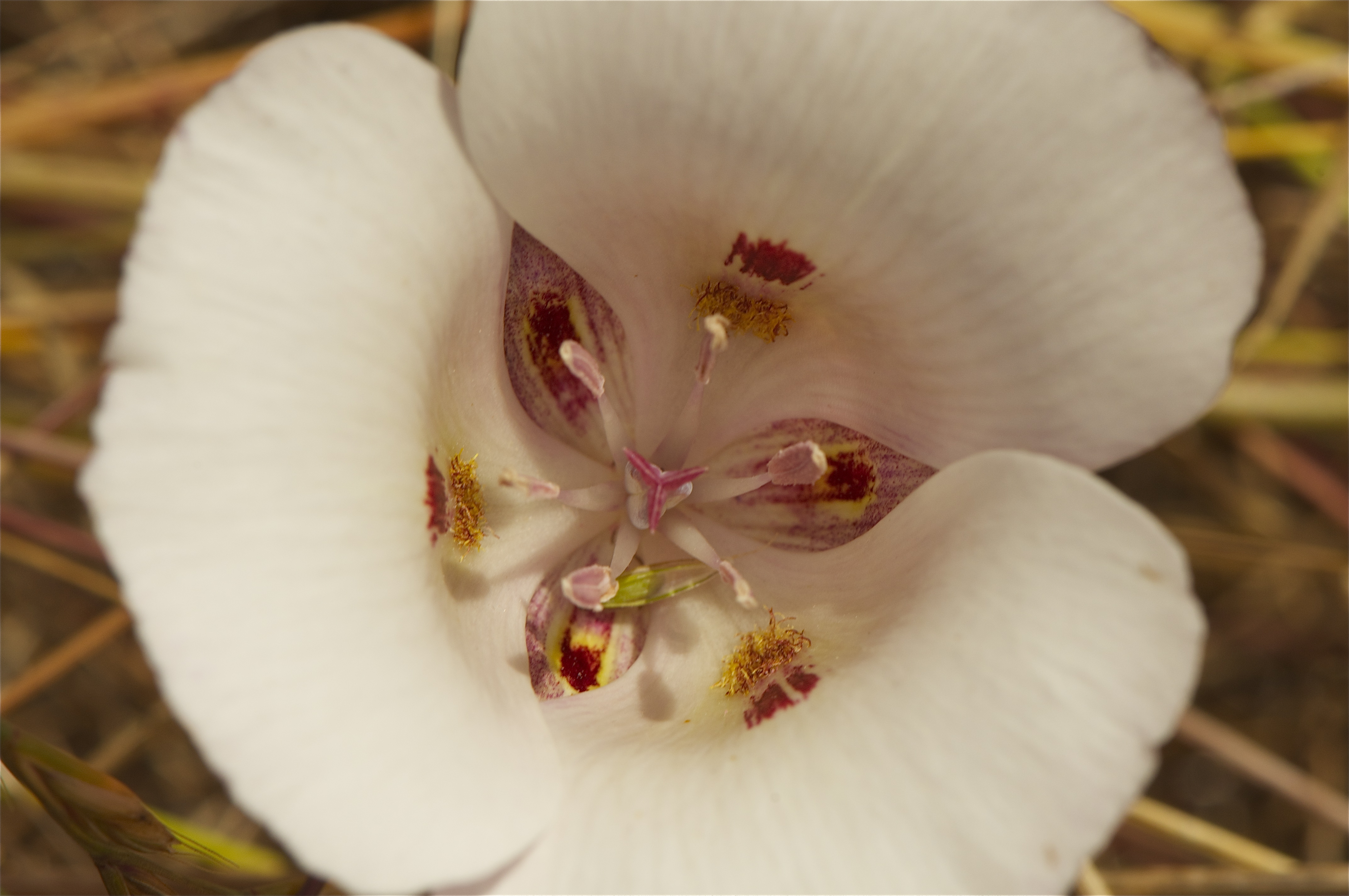
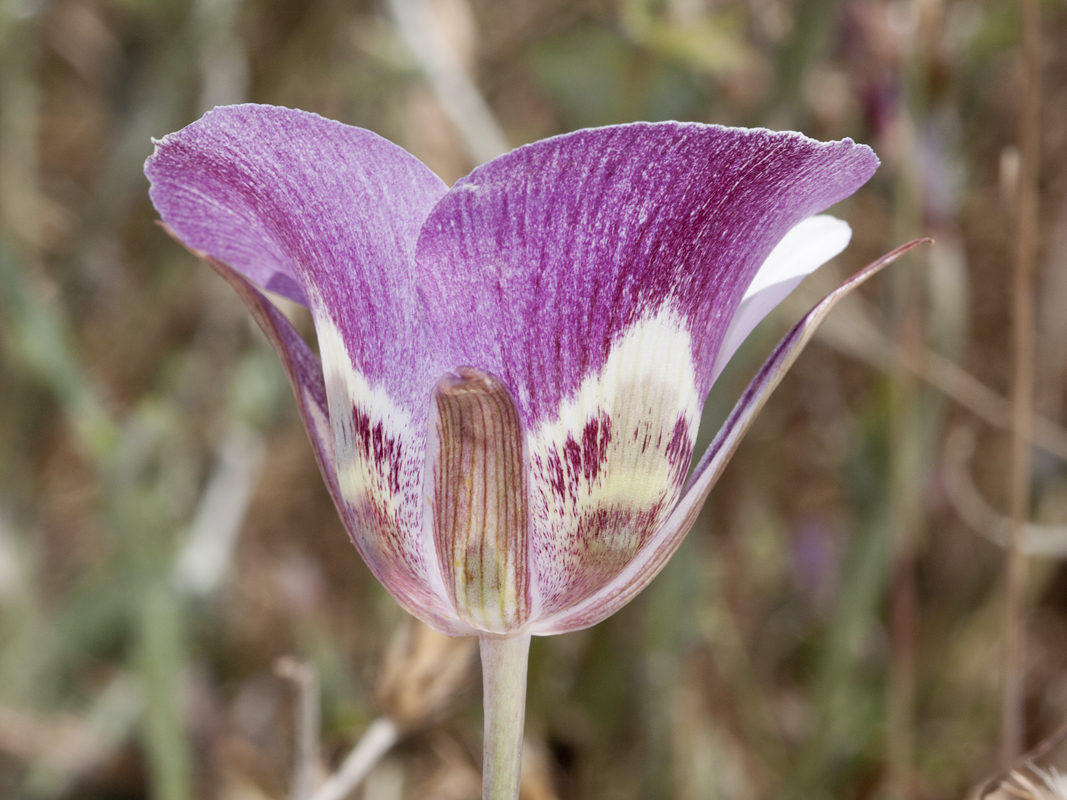
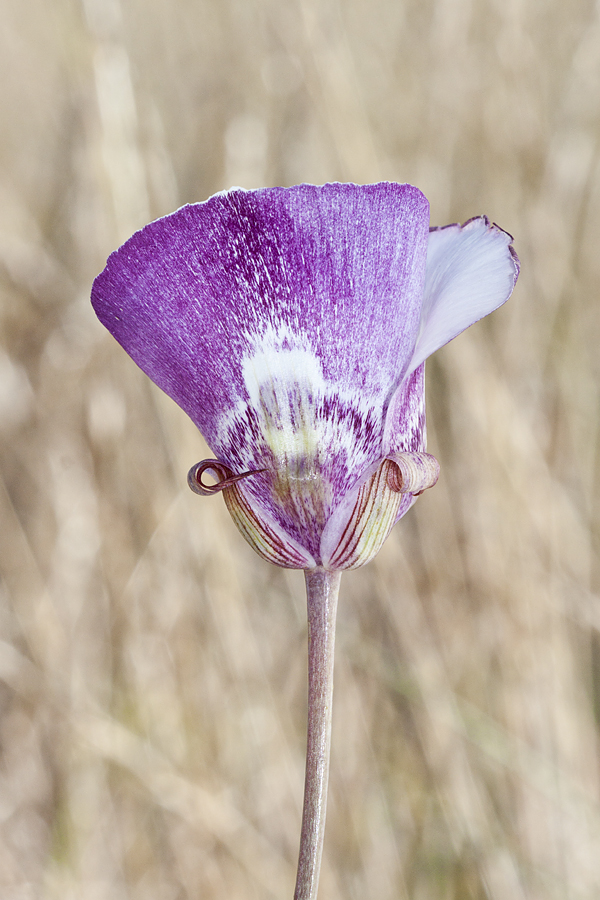